# Alperschällihorn
L'Alperschällihorn (3.039 m s.l.m.) è una montagna delle Alpi dell'Adula nelle Alpi Lepontine. Si trova nel Canton Grigioni (Svizzera).

## Descrizione
La montagna è collocata nei Monti dello Spluga tra i comuni di Sufers, Splügen e Safiental.